# Cheillé
 Cheillé  es una población y comuna francesa, situada en la región de  Centro, departamento de Indre y Loira, en el distrito de Chinon y cantón de Azay-le-Rideau.

## Demografía
| 1192 | 1224 | 1310 | 1230 | 1191 | 1283 |
| Para los censos de 1962 a 1999 la población legal corresponde a la población sin duplicidades (Fuente: INSEE [Consultar]) |      |      |      |      |      |